# Флавий Феодор
Фла́вий Фео́дор (Theodorus; годы деятельности — 500—523) — римский политик в период правления Теодориха Великого. Осуществлял консульство совместно с Флавием Сабинианом в качестве соконсула в 505 году.

## Биография
Феодор был сыном Флавия Цецины Деция Максима Василия (консула 480 года), и братом Альбина-младшего (консула 493 года), Авиена (консула 501 года) и Инпортуна (консула 509 года).
В то время, когда он помогал своему брату в подготовке игр в честь празднования консулата Инпортуна, они оба были обвинены «зелёными» в нападении на них и убийстве одного из их членов. Сохранилось письмо Теодориха, в котором тот повелевает каждому из них дать ответы на выдвинутые обвинения перед трибуналом почтенных (inlustrius) Целиана и Агапита.
Джон Мурхед (John Moorhead) отождествляет Феодора с адресатом дошедшего до нас письма епископа Фульгенция Руспийского, написанного в 520 году. Хоть Фульгенций и утверждает, что они не знакомы лично, он пишет Феодору о многих их общих друзьях, наделяя его добрыми духовными советами, и заканчивает просьбой к Феодору передать свои приветствия его матери и жене. Мурхед отмечал: «Письмо, при том, что даёт нам крайне мало конкретной информации о Феодоре, несомненно более интересно историкам духовенства, но позволяет нам увидеть Феодора в другом окружении, в кругу тех, с кем Фульгенций вёл переписку».
В 523 году он состоял в свите папы римского Иоанна I, которому было предписано королём Теодорихом отправиться в Константинополь и добиться изменения декрета императора Юстина I от 523 года, направленного против ариан. Теодорих пригрозил, что если Иоанн не достигнет поставленной цели, на Западе последуют гонения в отношении ортодоксальных католиков. Среди других сенаторов, следовавших с папой Иоанном, были его брат Инпортун, Флавий Агапит и патриций Агапит.